# Delia subinterflua
Delia subinterflua este o specie de muște din genul Delia, familia Anthomyiidae, descrisă de Xue și Du în anul 2008.
Este endemică în Yunnan. Conform Catalogue of Life specia Delia subinterflua nu are subspecii cunoscute.